# Antiblemma strigatula
Antiblemma strigatula är en fjärilsart som beskrevs av George Francis Hampson 1926. Antiblemma strigatula ingår i släktet Antiblemma och familjen nattflyn. Inga underarter finns listade i Catalogue of Life.